# Heliconius semicydnides
Heliconius semicydnides är en fjärilsart som beskrevs av Holzinger 1968. Heliconius semicydnides ingår i släktet Heliconius och familjen praktfjärilar. Inga underarter finns listade i Catalogue of Life.